# Мелешин (гміна Болеславець)
Мелешин (пол. Mieleszyn) — село в Польщі, у гміні Болеславець Верушовського повіту Лодзинського воєводства.
Населення — 666 осіб (2011).
У 1975-1998 роках село належало до Каліського воєводства.

## Демографія
Демографічна структура станом на 31 березня 2011 року:
|          | Загалом | Допрацездатний вік | Працездатний вік | Постпрацездатний вік |
| -------- | ------- | ------------------ | ---------------- | -------------------- |
| Чоловіки | 322     | 62                 | 217              | 43                   |
| Жінки    | 344     | 67                 | 191              | 86                   |
| Разом    | 666     | 129                | 408              | 129                  |